# Cazaquistão Ocidental

Localização da região de Cazaquistão do Oeste

O Oeste do Cazaquistão ou Cazaquistão Ocidental (Батыс Қазақстан, em cazaque; Западно-Казахстанская, em russo), também conhecida como Batys Qazaqstan, é uma região do Cazaquistão. Sua capital é Oral. A população estimada da região é de 609.000 habitantes.